# Вибух свитського поїзда під Москвою (1879)
55°44′32″ пн. ш. 37°41′44″ сх. д. / 55.742222222222° пн. ш. 37.695555555556° сх. д.
Вибух свитського поїзда під Москвою — організований членами руху «Народна воля» 19  листопада 1879 невдалий терористичний акт, який був спрямований проти російського імператора Олександра II. Незважаючи на потужний вибух та те, що вагон перекинувся, все обійшлося без людських жертв.

## Організація
Народовольці дізналися про повернення імператорської свити з Криму. Зазвичай з міркувань безпеки імператорський поїзд слідував за свитським, в якому знаходилися багаж і свита (звідки і назва), з відставанням в 30 хвилин. Терористи знали про це і точно планували свої дії. Але після того як виявилася несправність локомотива свитського поїзда, його від'їзд з Харкова був затриманий і порядок прямування поїздів змінили. Через це народовольці пропустили поїзд, в якому насправді перебував імператор, і в результаті підірвали один з вагонів свитського поїзда. Вже 5 лютого 1880 року народовольці організували новий зухвалий замах на імператора — підрив Зимового палацу.